# Спољна трговина Краљевине Југославије
Подаци о спољној трговини Краљевине Југославије односе се на целу земљу. Из расположивих приказа не може да се издвоји удео Србије.
Осим тога, не постоје подаци о промету робе између Србије и других крајева Југославије
Како је удео Србије у спољној трговини Краљевине Југославије био значајан, подаци о трговинском билансу показују и неке карактеристике робне размене Србије.

## Салдо трговинског биланса Краљевине Југославије, 1920-1939.
| Година | Салдо трговинског биланса, у милионима динара | Покривеност увоза извозом, % |
| ------ | --------------------------------------------- | ---------------------------- |
| 1920.  | -2 145                                        | 38%                          |
| 1921.  | -1 661                                        | 60%                          |
| 1922.  | -2 751                                        | 57%                          |
| 1923.  | -261                                          | 97%                          |
| 1924.  | 1 317                                         | 116%                         |
| 1925.  | 152                                           | 102%                         |
| 1926.  | 186                                           | 102%                         |
| 1927.  | -886                                          | 88%                          |
| 1928.  | -1 390                                        | 82%                          |
| 1929.  | 327                                           | 104%                         |
| 1930.  | -180                                          | 97%                          |
| 1931.  | 1                                             | 100%                         |
| 1932.  | 196                                           | 107%                         |
| 1933.  | 495                                           | 117%                         |
| 1934.  | 305                                           | 109%                         |
| 1935.  | 330                                           | 109%                         |
| 1936.  | 299                                           | 107%                         |
| 1937.  | 1 038                                         | 120%                         |
| 1938.  | 72                                            | 101%                         |
| 1939.  | 764                                           | 116%                         |